# ルスタヴェリ大通り
ルスタヴェリ大通り（ルスタヴェリおおどおり、グルジア語: რუსთაველის გამზირი、グルジア語ラテン翻字: Rustavelis Gamziri）は、ジョージアのトビリシ中心部にある大通り。中世ジョージアの詩人ショタ・ルスタヴェリにちなんで名づけられた。1918年まではゴロヴィン通り（グルジア語: გოლოვინის პროსპექტი、グルジア語ラテン翻字: Golovinis Prospekti）と呼ばれていた。
自由広場を南端とし、第一共和国広場を北端とする。全長は約1.5キロメートル。大通り沿いやその近傍には多くの政府施設、公共・文化施設、オフィス棟が建ち並んでいることから、ルスタヴェリ大通りはトビリシの中心的な通りであると見なされている。代表的な建物として、旧ジョージア国会議事堂、トビリシ・オペラ・バレエ劇場、ルスタヴェリ劇場、ジョージア国立科学アカデミー、カシヴェティ教会、ジョージア・ファインアート博物館、シモン・ジャナシア記念ジョージア博物館（ジョージア国立博物館の一部）、そしてイメリが挙げられる。
1989年、ルスタヴェリ大通りにあった政府庁舎の前に、ジョージア独立を求めて何万人ものジョージアの住民が集結した。このデモ活動に対してソビエト連邦のスペツナズが攻撃を行い、多数の死者が発生するトビリシ虐殺（4月9日の悲劇）が発生した。2007年と2011年にも、この大通りで大規模な反政府デモ活動が行われた。

## 公共交通機関
ルスタヴェリ大通りには、トビリシメトロおよび路線バスが運行している。トビリシの歴史的な動脈であるダヴィト・アグマシェネベリ通りからは、地下鉄で1駅の場所にある。